# 最後のスターク家
『最後のスターク家』(The Last of the Starks)は、HBOで放送されたファンタジー・ドラマ・シリーズである『ゲーム・オブ・スローンズ』のシーズン8(最終章)の第4話である。ショーランナーのデイヴィッド・ベニオフ & D・B・ワイスによって脚本が書かれ、デヴィッド・ナッターが監督した。
デナーリスの軍は二手に分かれてキングズランディングに向かう。ジョンの軍は陸路を往くが、デナーリスの艦隊はドラゴンストーンでユーロンの艦隊に待ち伏せされてドラゴンを一頭失う。怒りのあまりデナーリスは民衆の犠牲を承知の上でキングズランディングを力攻めしようとする。ジョンの出自が人々に知られることになり、デナーリスを廃してジョンを鉄の玉座につけようとする動きが出始める。

## あらすじ

### ウィンターフェルにて
ジョラー・モーモント (イアン・グレン)、シオン・グレイジョイ(アルフィー・アレン)、エディソン・トレット(ベン・クロンプトン)、リアナ・モーモント(ベラ・ラムジー)らを含む犠牲者たちが城外で火葬に付される。勝利の宴でデナーリスはジェンドリー(ジョー・デンプシー)をロバート・バラシオンの落とし子と認め、嫡出子ジェンドリー・バラシオンとしたうえでストームズエンドの領主とする。ジェンドリーはアリア(メイジー・ウィリアムズ)に求婚するが断られる。デナーリスは自分より優位の王座継承権を持つジョン(キット・ハリントン)をサンサ(ソフィー・ターナー)が擁立することを恐れ、真の出自を他言しないようジョンに求める。軍議でデナーリスは〈死者の軍団〉との戦いに助力した見返りにキングズランディング攻めに協力を求める。その軍は半減しており、サンサは兵の休養を求めて反対する。ジョンが女王に同意し、ジョンとダヴォス・シーワース(リアム・カニンガム)が軍の大部分を率いて陸路を往き、デナーリスとドラゴンは艦隊でキングズランディングに行くことを決める。ジョンは妹たちに自分の出自を話し、サンサからティリオンにも伝わる。ジェイミー(ニコライ・コスター＝ワルドー)とブライエニー(グェンドリン・クリスティー)は愛を交わす。ブロン( ジェローム・フリン)がウィンターフェルのジェイミーとティリオン(ピーター・ディンクレイジ)の前に現れ、サーセイがリヴァーランを恩賞として二人の暗殺を求めたことを打ち明け、ティリオンにハイガーデンの恩賞を約束させて立ち去る。
アリアとサンダー・クレゲイン(ロリー・マッキャン)は軍とは別にキングズランディングを目指す。トアマンド(クリストファー・ヒヴュ)は野人を率いて〈壁〉の北に戻ることにし、ジョンにゴーストを託される。サム(ジョン・ブラッドリー)とジリ(ハンナ・マリー)は残る。ジェイミーとブライエニーはサンサを守ってウィンターフェルに残り、軍は出発する。
後にデナーリス艦隊の敗北を聞き、ジェイミーはキングズランディングに向かう。

### ドラゴンストーンにて
デナーリスの艦隊が二頭のドラゴンとともにドラゴンストーンに近づくが、ユーロン( ピルウ・アスベック)の艦隊に待ち伏せを受け、大矢でレイガルは殺され、艦隊も破壊される。ティリオン、ヴァリス(コンリース・ヒル)、グレイ・ワーム(ジェイコブ・アンダーソン)らは岸に流れ着く。ミッサンデイ(ナタリー・エマニュエル)は捕虜となる。ヴァリスはデナーリスに、民衆の犠牲を招くキングズランディング攻撃を回避するよう説くが拒否される。ヴァリスはティリオンからジョンの出自を聞き、デナーリスを廃してジョンを〈鉄の玉座〉につけることを計画し始める。

### キングズランディングにて
妊娠したサーセイ(レナ・ヘディ)はキングズランディングに民衆を招き入れ、デナーリスの攻撃が多くの犠牲を招くようしむける。ジョンとダヴォスの軍勢を待たず、デナーリスは少数の〈穢れなき軍団〉とドロゴンとともにキングズランディングの城門の前に現れ、ティリオンがクァイバーン(アントン・レッサー)と交渉する。互いに降伏を求めるが物別れとなる。サーセイ(レナ・ヘディ)は城門の上にミッサンデイを引き出し、デナーリスやグレイ・ワームの目前でグレガー・クレゲイン(ハフソー・ユリウス・ビョルンソン)に斬首させてデナーリスを挑発する。

## 製作

### 脚本
原作者との話し合いにより、未刊の原作『冬の狂風』および『A Dream of Spring』に基づいて脚本が書かれた。

## 評判

### 視聴者数
初回放送は全米で1180万人に視聴された。

## 参照
1. ↑  Welch, Alex (2019年5月7日). “Sunday cable ratings: 'Game of Thrones' stays high, 'Barry' dips”. TV by the Numbers. 2019年5月7日閲覧。